# Tanja Dangalakova
Tanja Bogomilova, coniugata Dangalakova (in bulgaro Таня Богомилова-Дангалакова?; Sofia, 30 giugno 1964), è un'ex nuotatrice bulgara.

## Carriera
Specializzata nella rana, ha vinto la medaglia d'oro nei 100 m rana ai Giochi olimpici di Seoul 1988.

## Palmarès
- Olimpiadi

1988 - Seul: oro nei 100 m rana.
- Mondiali

1986 - Madrid: argento nei 200 m rana e bronzo nei 100 m rana.
- Europei

1983 - Roma: bronzo nei 100 m rana.
1985 - Sofia: oro nei 200 m rana, bronzo nei 100 m rana e nella staffetta 4x100 m misti.
1989 - Bonn: argento nei 100 m rana.
1991 - Atene: bronzo nei 100 m e 200 m rana.